# Peugeot Tipo 26
El Peugeot Tipo 26 fue un automóvil producido entre 1899 y 1902 por Peugeot. Era más grande que los otros vehículos de la gama convencional de la marca, estando disponible como un cuatro plazas. Pero el Tipo 26 todavía usaba el diseño tradicional con motor trasero, un bicilindrico de 1056 cm³, y el mecanismo de transmisión por cadena de los primeros vehículos de Peugeot. Cuando dejó de producirse en 1902, su diseño había quedado obsoleto por la introducción del eje de transmisión giratorio de acero y la configuración con motor delantero del Peugeot Tipo 48. Se produjeron un total de 419 unidades.

## Imágenes
|  |  |